# Charabot (Hugues Ainé)
 (mai 2018).
Charabot  (anciennement Hugues Ainé) était une entreprise française qui fabriquait et commercialisait des produits aromatiques. Elle est basée à Grasse et depuis 2007 fait partie du groupe Robertet.

## Histoire

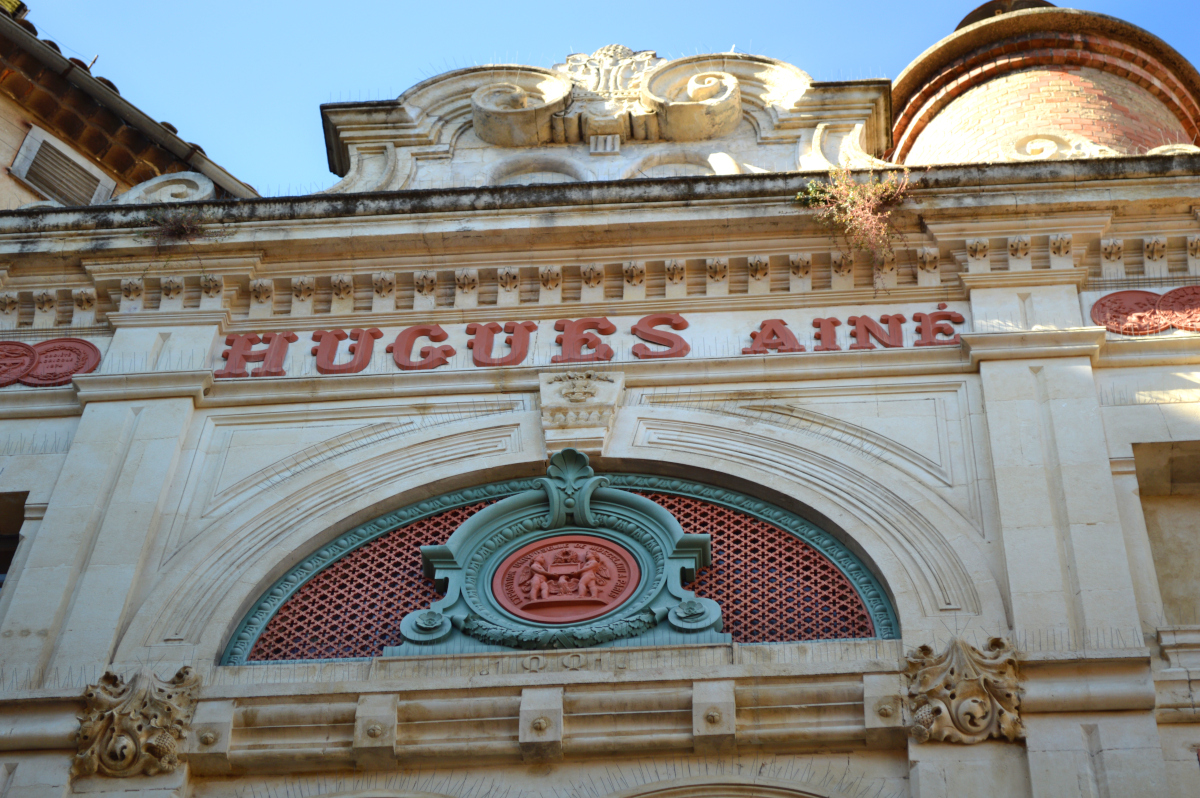
En gros plan sur le médaillon de l'exposition universelle de Paris sur l'ancienne maison Hugues Ainé inscription datant de 1881

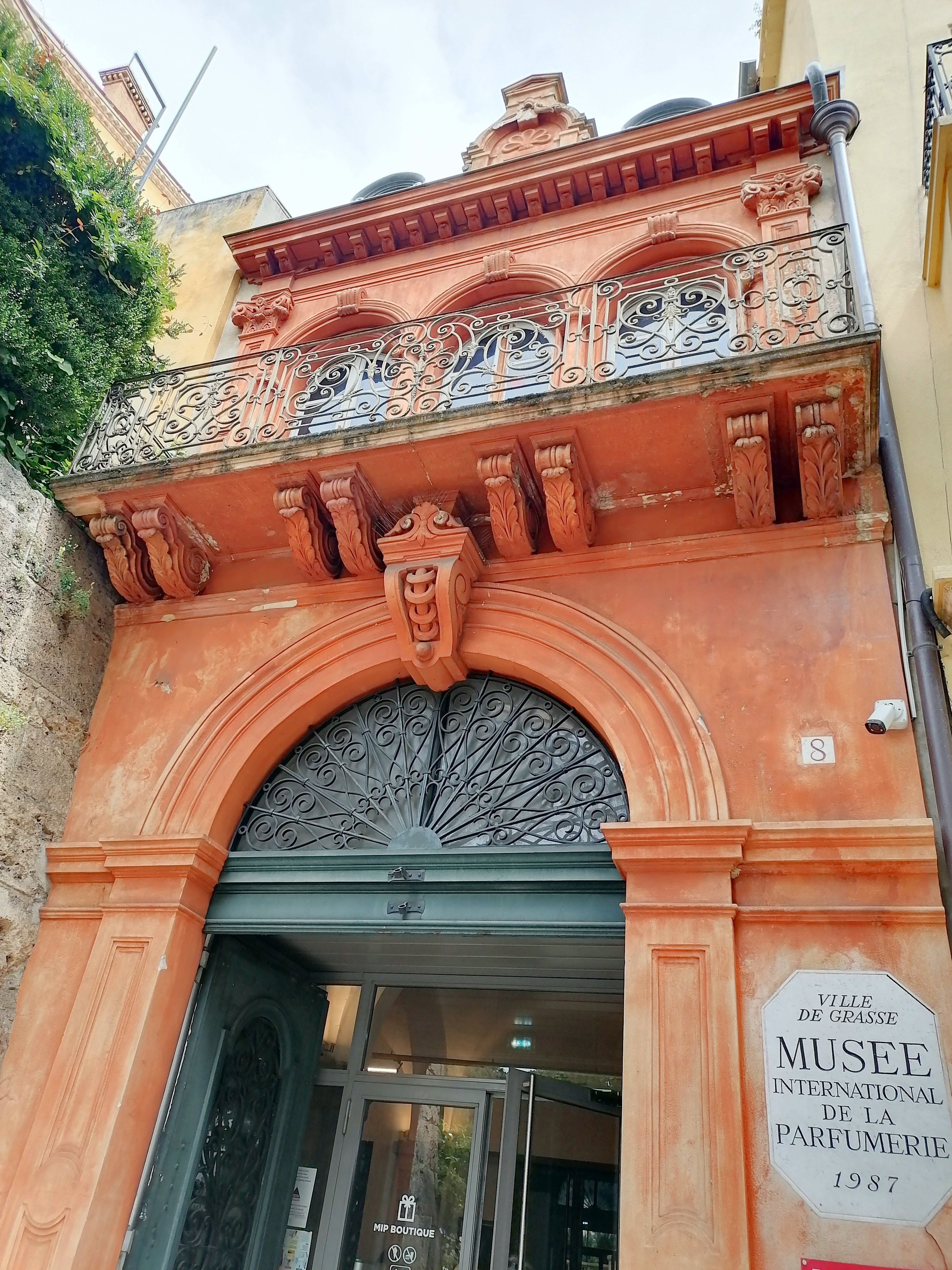
Entrée de la boutique du musée du MIP, ancien bâtiment qui faisait partie de l'usine Hugues Ainé.

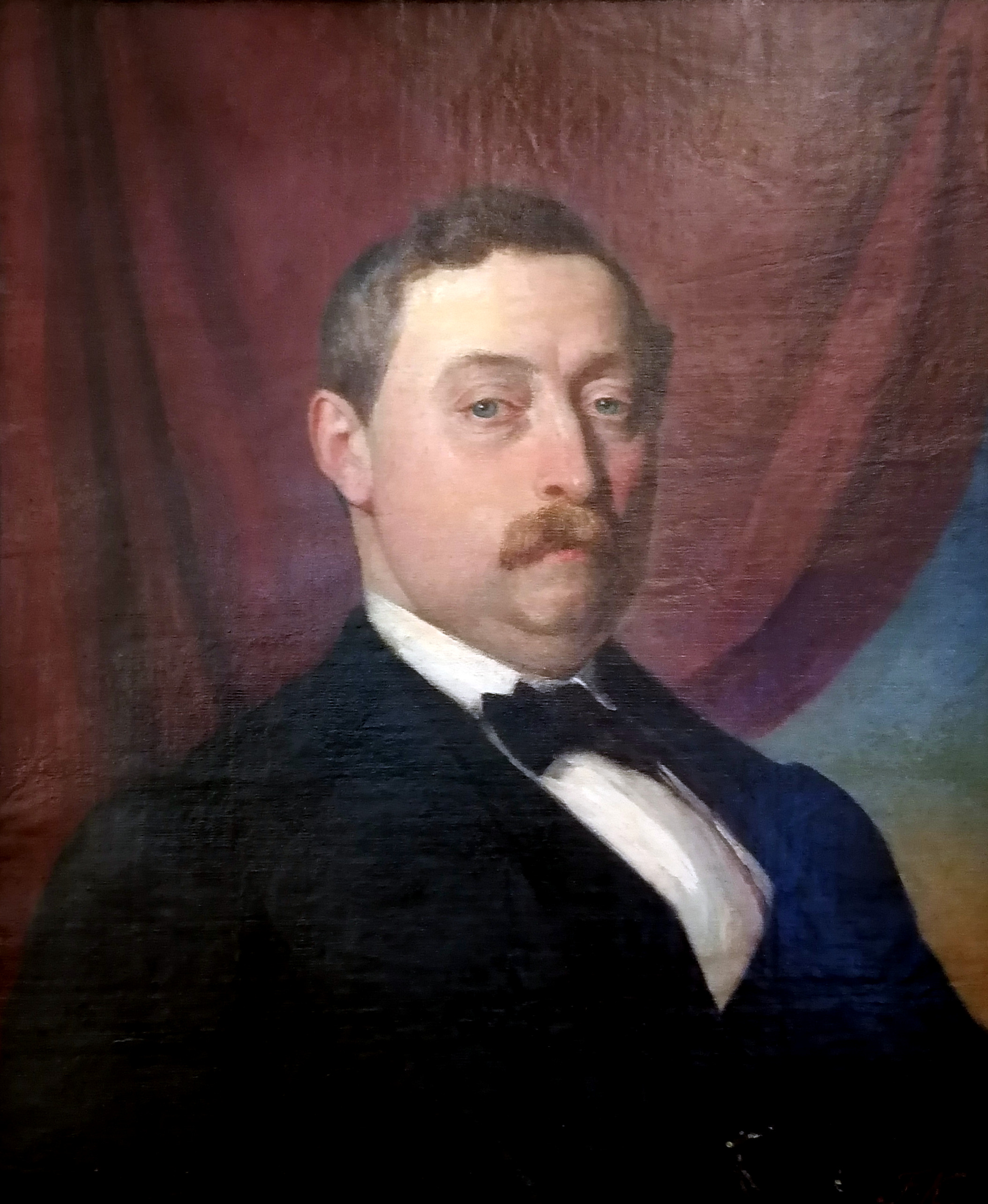
Jean-Joseph Hugues (alias Hugues Ainé).

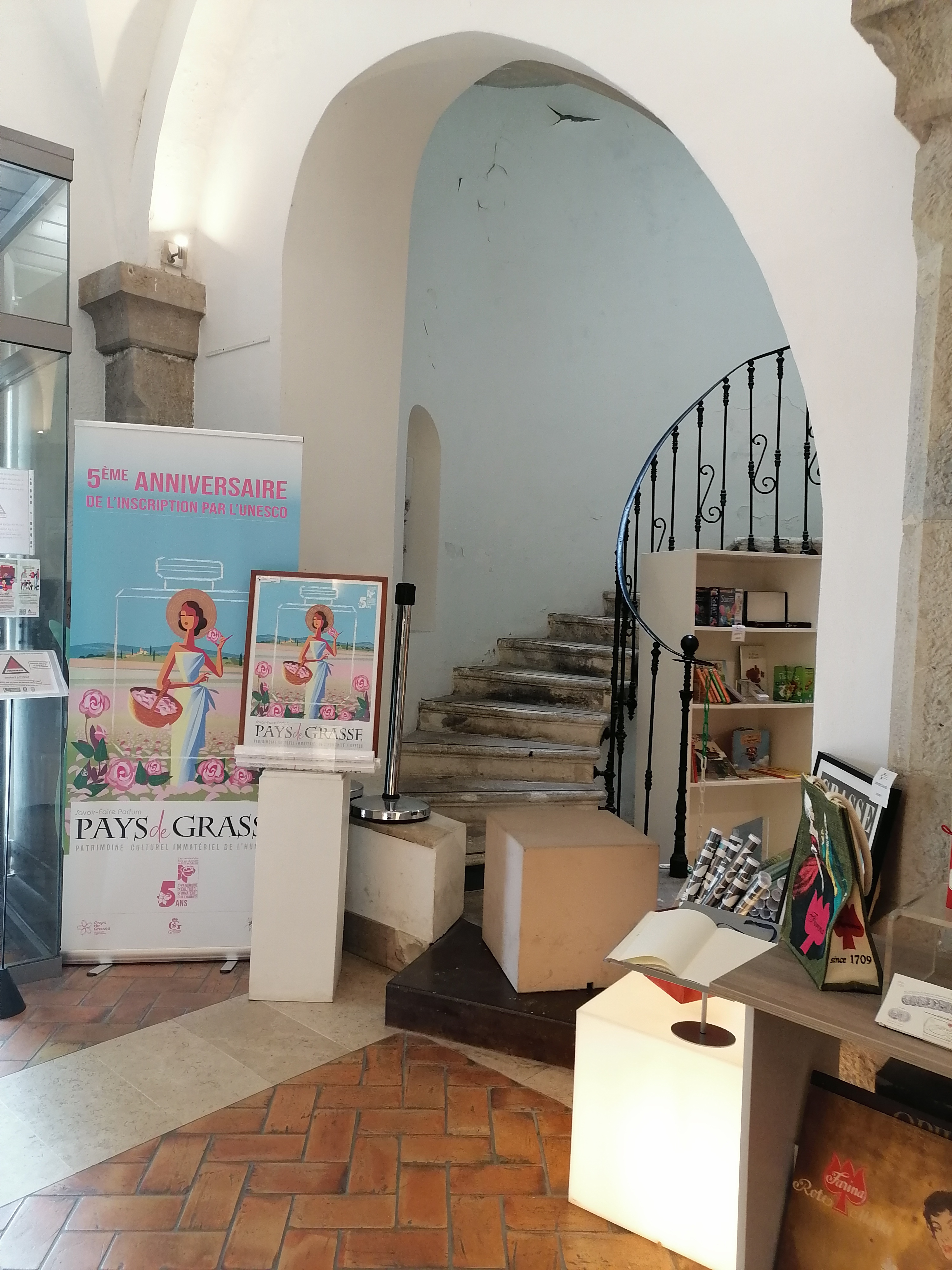
Intérieur de la boutique du MIP.

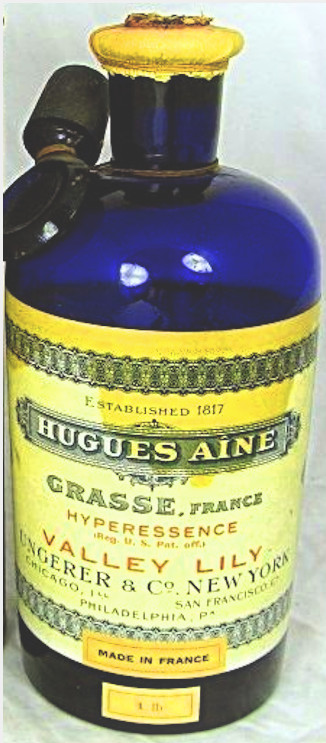
Ancienne bouteille de parfum.

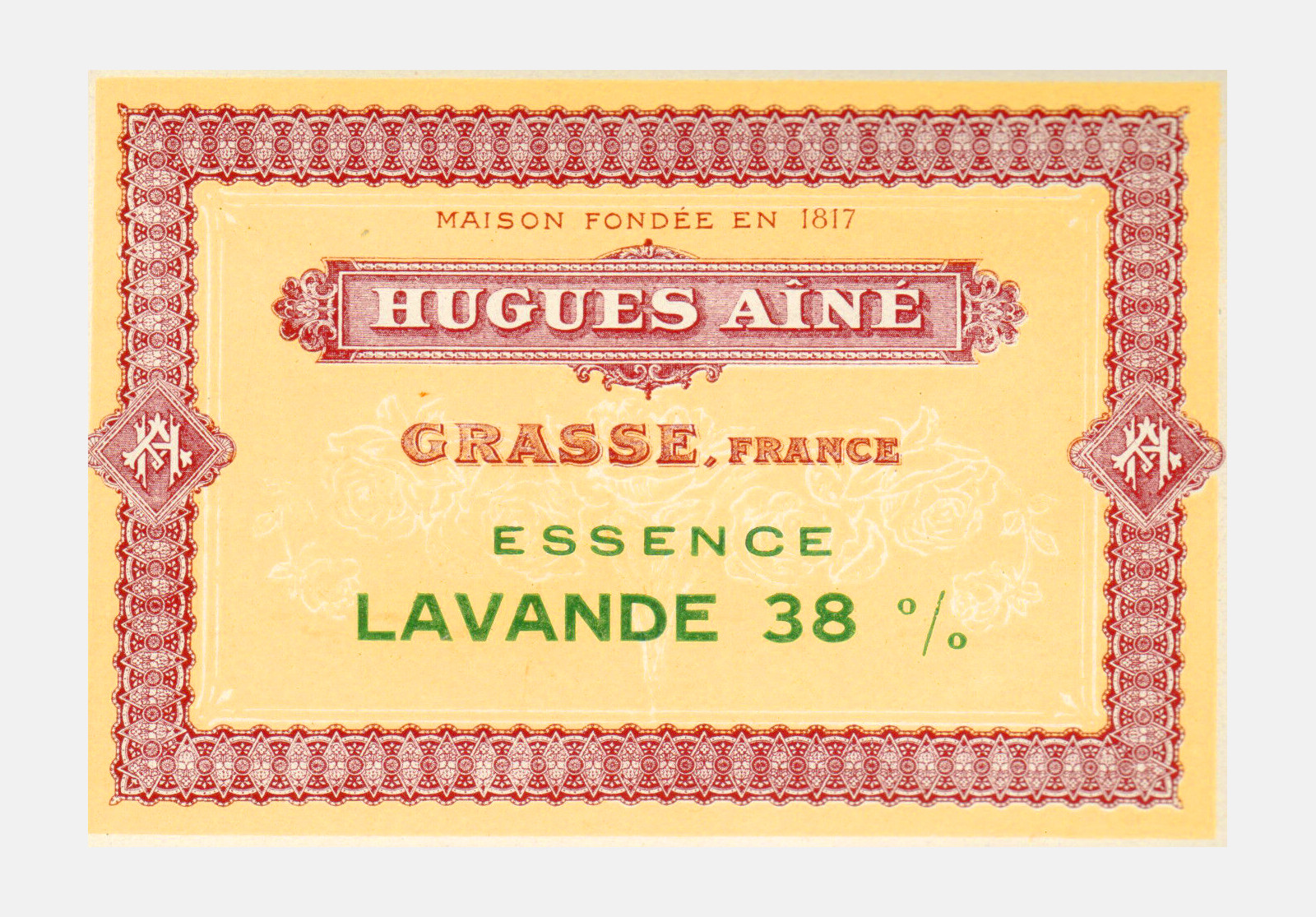
Essence lavande Hugues Ainé.

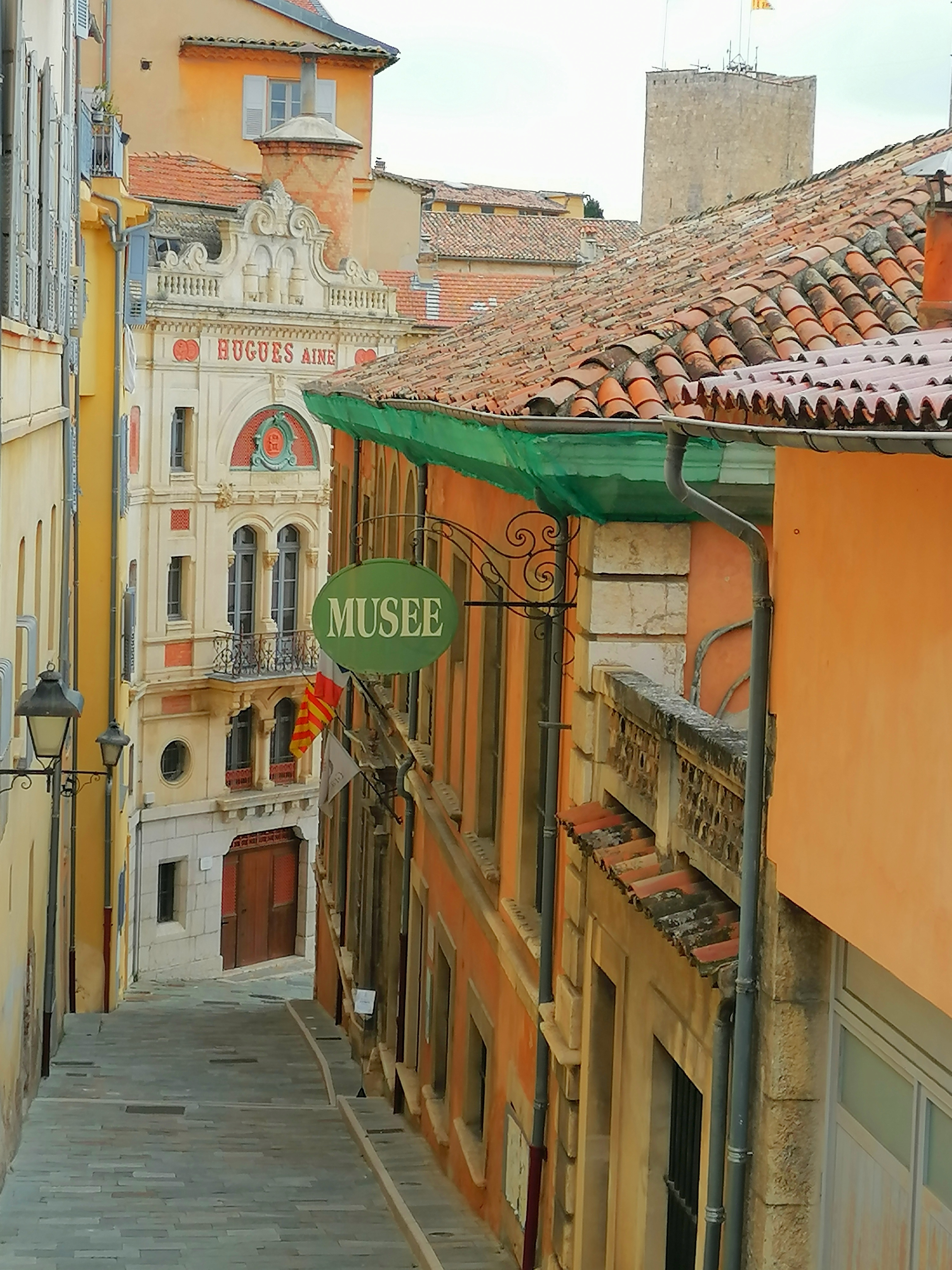
Entrée du musée des arts et traditions de Provence et en fond l'ancienne usine Hugues Ainé (ancien hôpital Saint-Jacques).

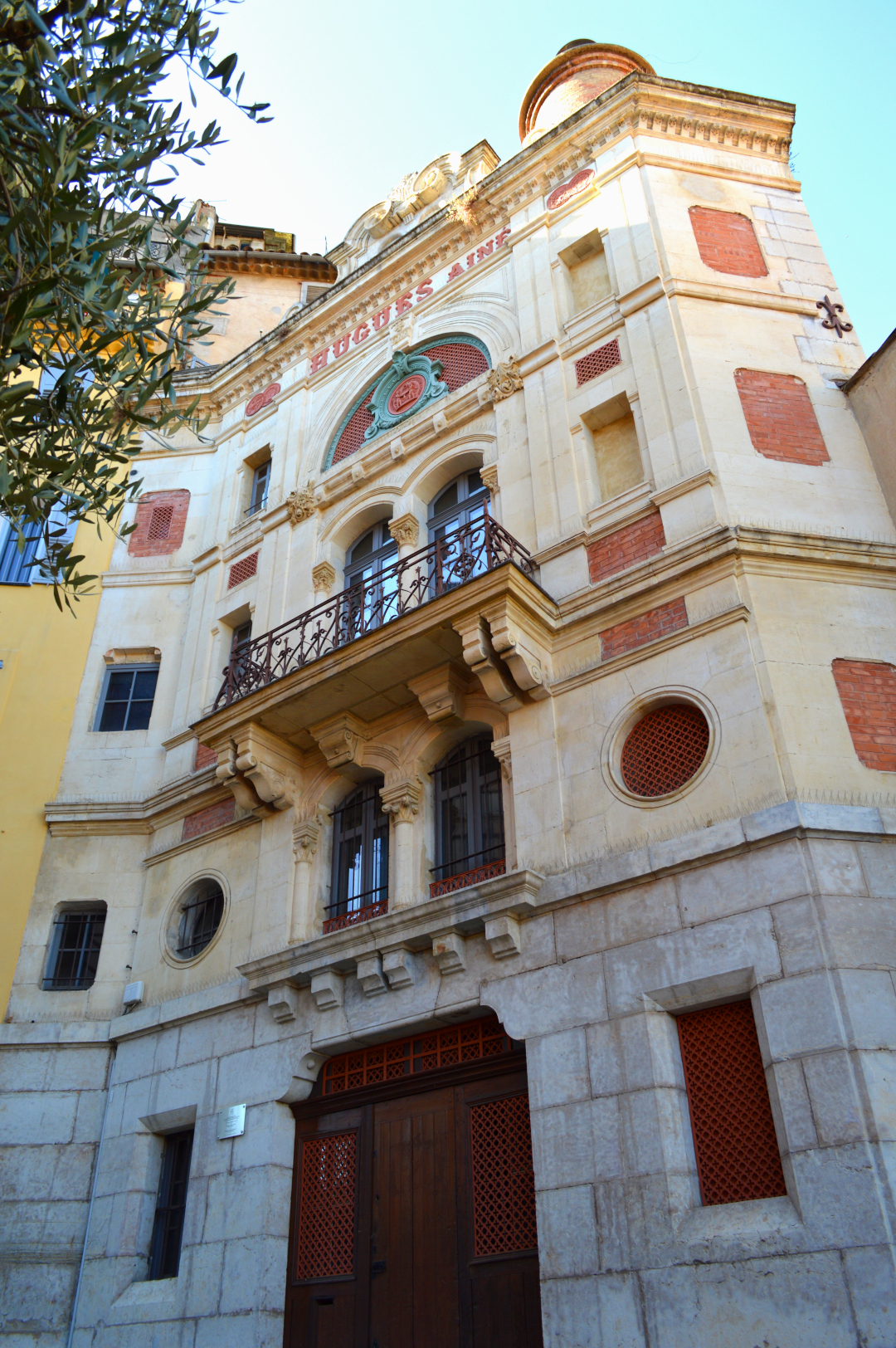
vue sur la façade maison Hugues Ainé

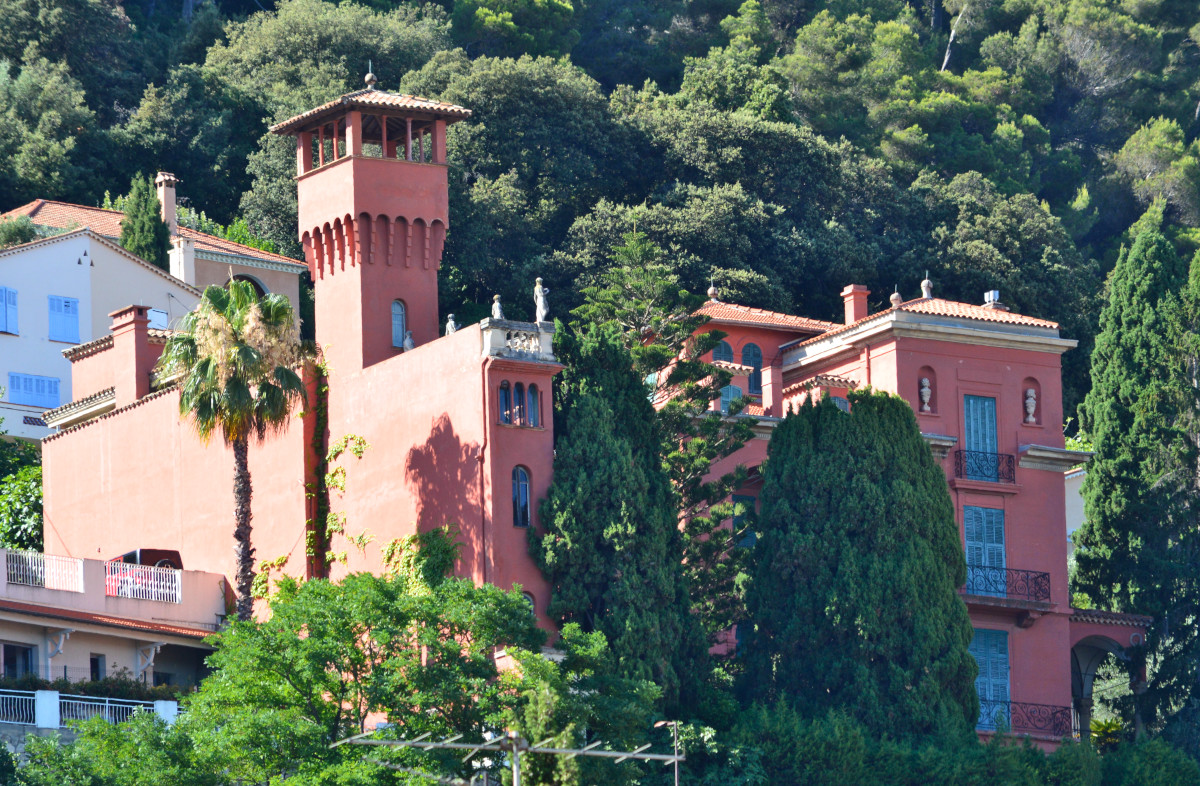
Villa la Sabranette sur les hauteurs de Grasse

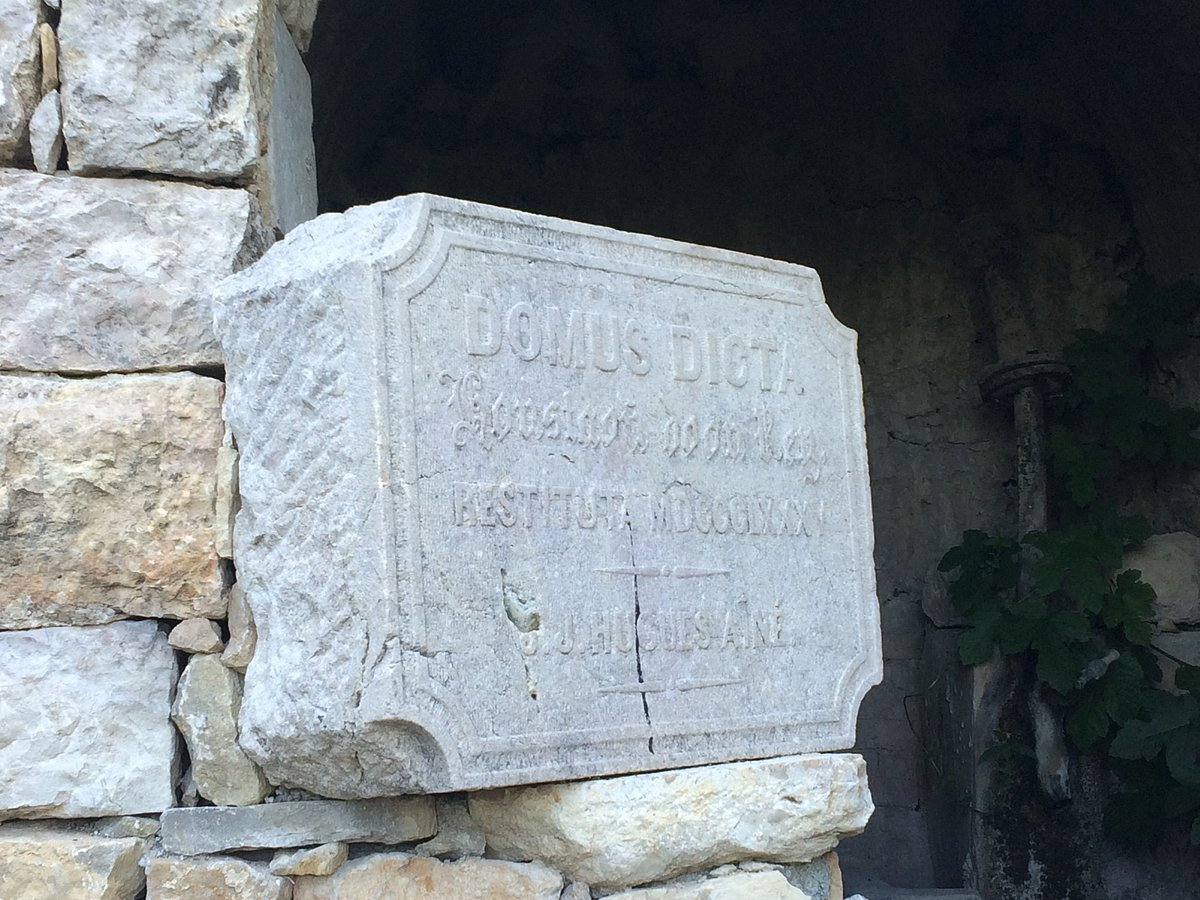
Entrée des sources de Hugues Ainé

L'origine de cette entreprise est l'Hôpital Saint-Jacques (établissement religieux du centre de Grasse, mis en vente par le gouvernement révolutionnaire) celui-ci est acheté en 1799, c'est en 1817 que l'entreprise est fondée, son fondateur qui était menuisier s'appelait Jean Joseph Hugues (né en 1779 à Grasse). La première usine était implantée dans le centre de Grasse. En 1832, la fabrique est agrandie. Jean Joseph rachète l'autre partie de l'immeuble dont fait partie son atelier de parfumerie. L'extension du site se poursuit dans les années 1840. Elle est menée par ses 3 fils dont l'ainé (Henri) est devenu le patron de la société. Il achète un immeuble situé dans une des rues voisines de l'usine mère, le site comprenait à ce moment deux unités distinctes. La raison sociale de l'entreprise s'appelle J.J HUGUES FILS avant de prendre le nom de Hugues Aîné vers les années 1860.
Monsieur Tunnels, surnom lui étant attribué, Jean-Joseph le petit-fils du fondateur qui était propriétaire de la villa "les sources" située dans le quartier Saint-Christophe possédant 3 sources importantes juste en contrebas de la chapelle, il y fit construire entre 1858 et 1864 un réseau monumental de galeries sur plus de 2 kilomètres pour distribuer l'eau dans plusieurs quartiers de Grasse et surtout pour alimenter l'usine Hugues Aîné (rue Mirabeau).
Lors de l'Exposition universelle de Londres en 1862, la société Hugues Ainé est médaillée, elle reçoit également quelques années plus tard en 1878 pour l'Exposition universelle de Paris la médaille d'argent.
En 1864, Jean-Joseph Hugues (petit-fils du fondateur) conçoit un nouveau procédé de distillation par injection de vapeur directe, mis au point par la société Hugues Aîné, il utilisera ce nouveau procédé à des fins publicitaires. Un brevet d'invention est déposé le 26 novembre 1872 pour un système d'alambic à serpentin à double fond pour la distillation.

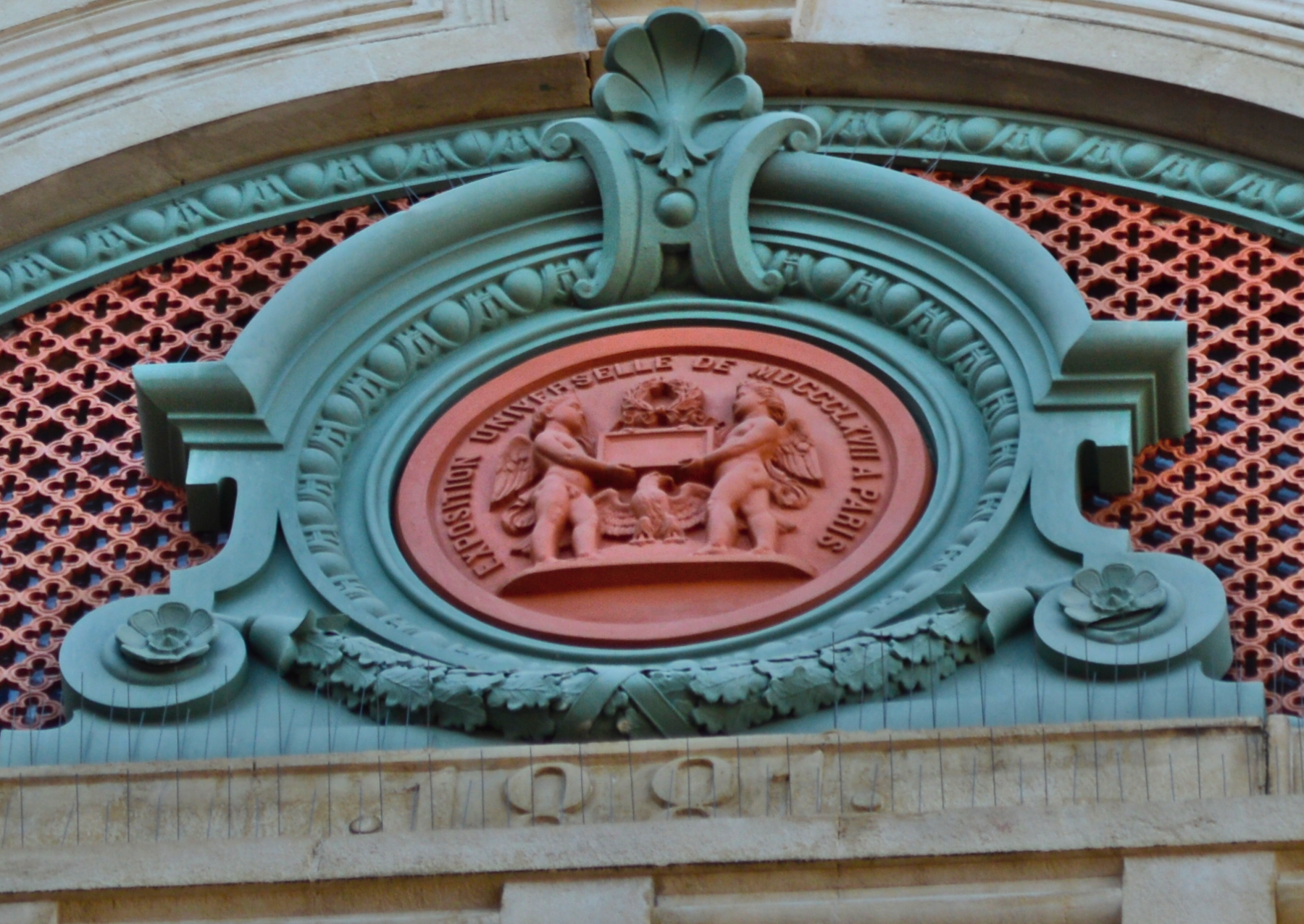
Médaille de l'exposition universelle de 1867 à Paris visible sur le haut du bâtiment rue Mirabeau

Le chiffre romain MDCCCLXVII correspond à l'année 1867.
En 1875, Jean-Joseph Hugues (petit-fils du fondateur) acquiert le domaine de la Sabrane, une propriété agricole de 3 hectares située sur les hauteurs de Grasse. L'entreprise est la première à utiliser la distillation par injection de vapeur directe[réf. nécessaire].
C'est en 1875 également que Laure-Françoise-Rossoline de Villeneuve, la fille du marquis de Villeneuve-Bargemon, vendit le domaine du château de Malbosc (actuellement foyer Malbosc de Grasse) à Jean-Joseph Hugues, négociant parfumeur de Grasse, patron de la société Hugues Ainé qui en fit sa résidence principale, propice à recevoir des visiteurs de prestige. Ce château se situe au cœur d’un domaine de cultures florales, de bassins et d’une salle d’hydrothérapie destinés à accueillir des visiteurs étrangers dont la liste a été dressée par Anne Gros,
En 1908, la société est reprise par trois associés, parmi eux Eugène Charabot, qui lui donne son nom en 1919.
En 1952, Barthélémy Sansoldi achète l'entreprise qui connait alors un succès international[réf. nécessaire].
En 2007, Charabot rejoint le groupe Robertet qui présente des similarités.
En 2019, la nouvelle façade de l’ancienne fabrique Hugues Ainé, ancien hôpital Saint-Jacques, devenue Charabot en 1925, est inaugurée par le maire de Grasse Jérôme Viaud.

Les photos et illustrations des bâtiments anciens
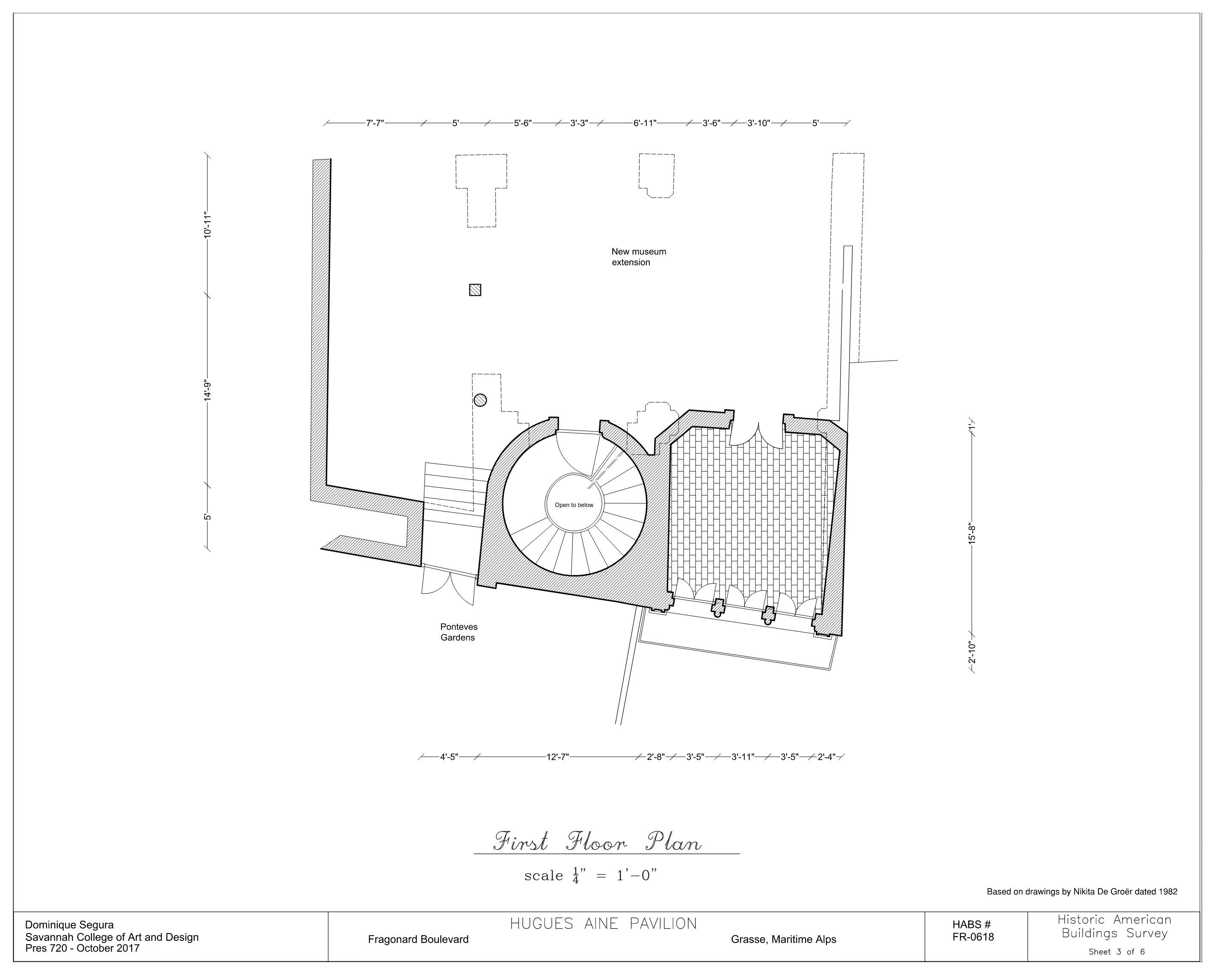
Pavillon d'entré de la boutique musée premier étage
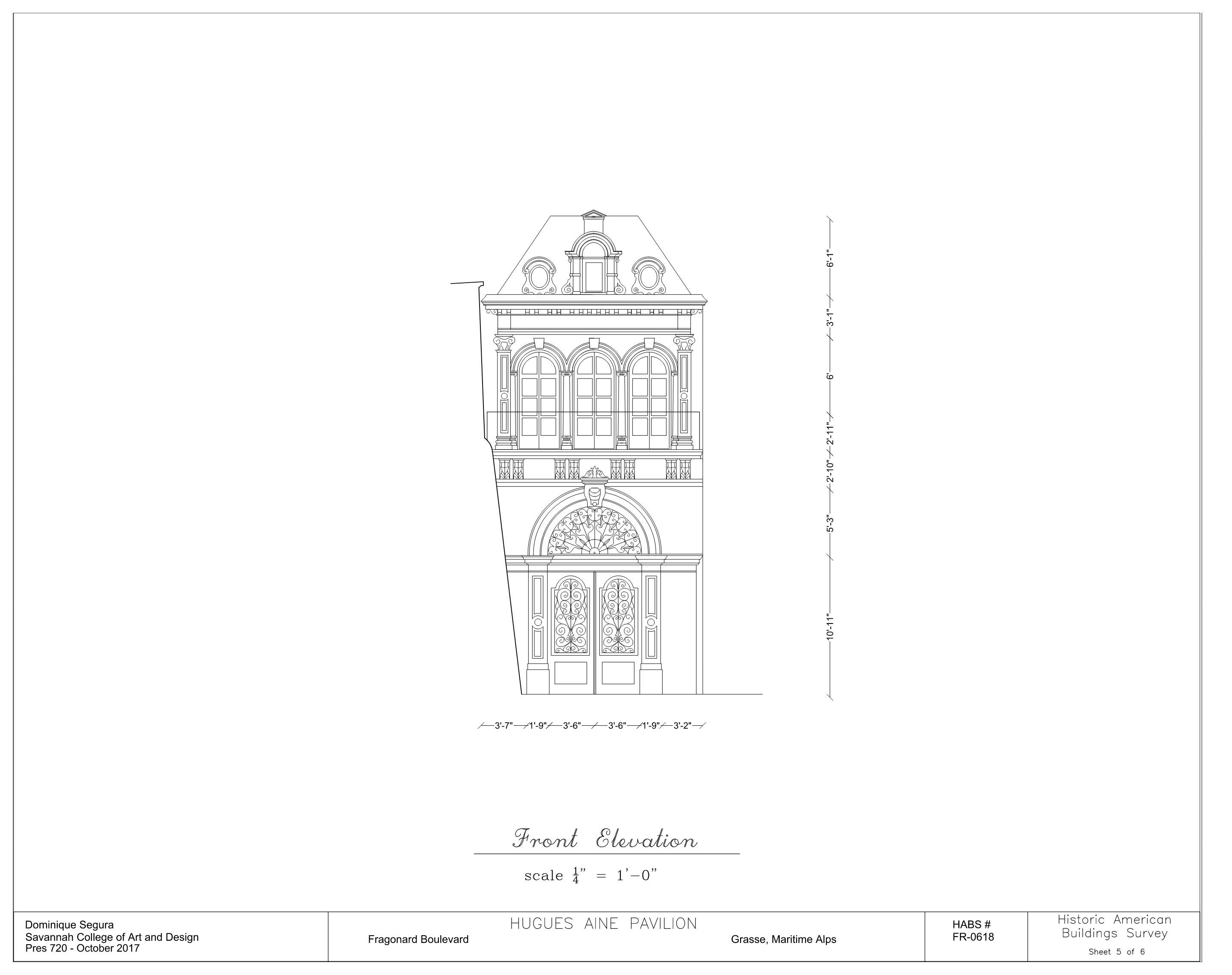
Façade Pavillon.
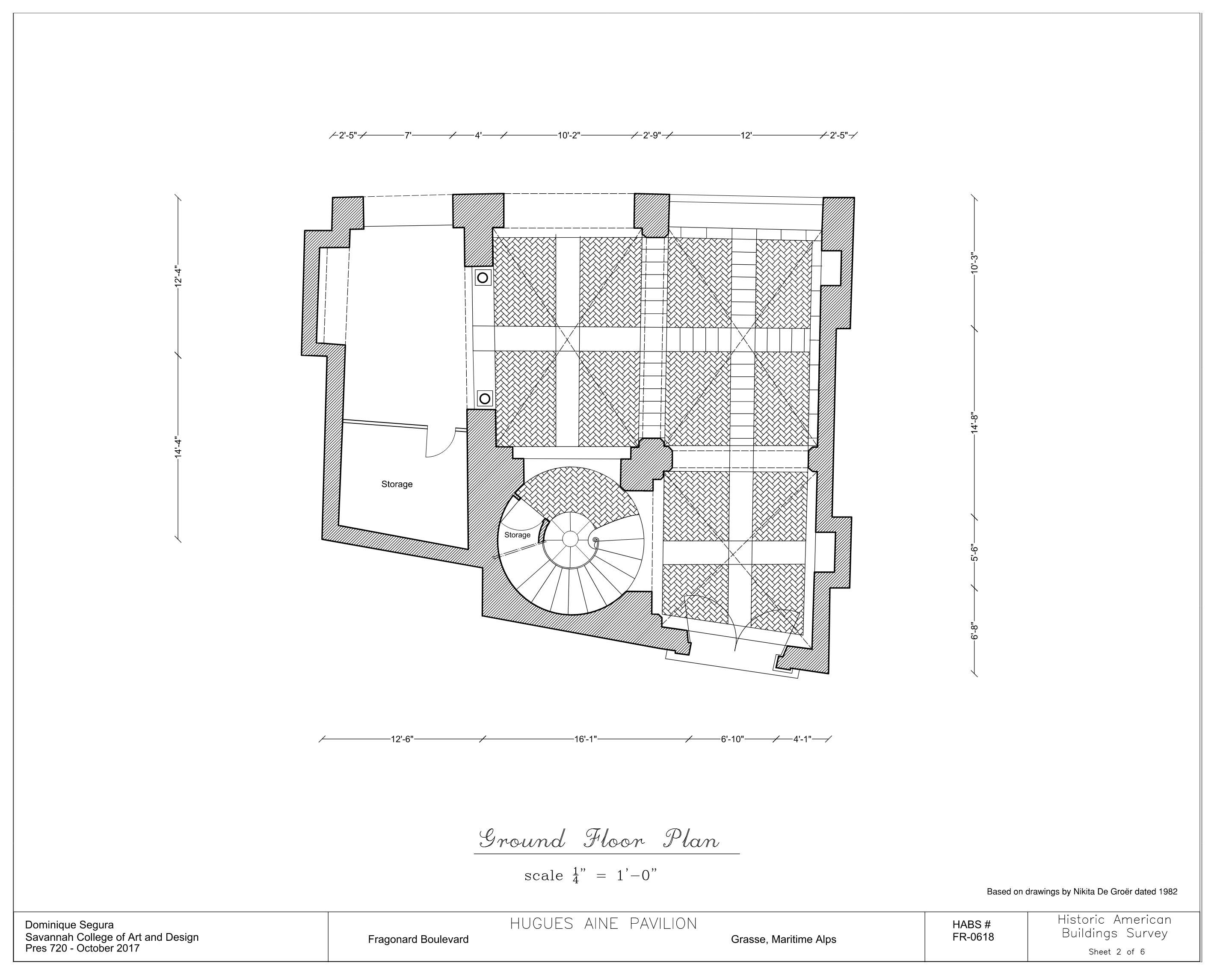
Pavillon Hugues Aîné rez-de-chaussée
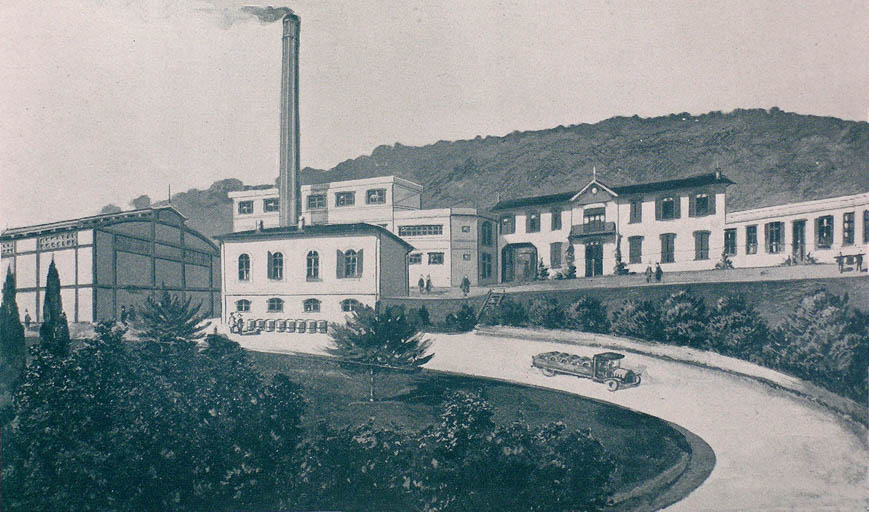
Usine sur la Sabrane.
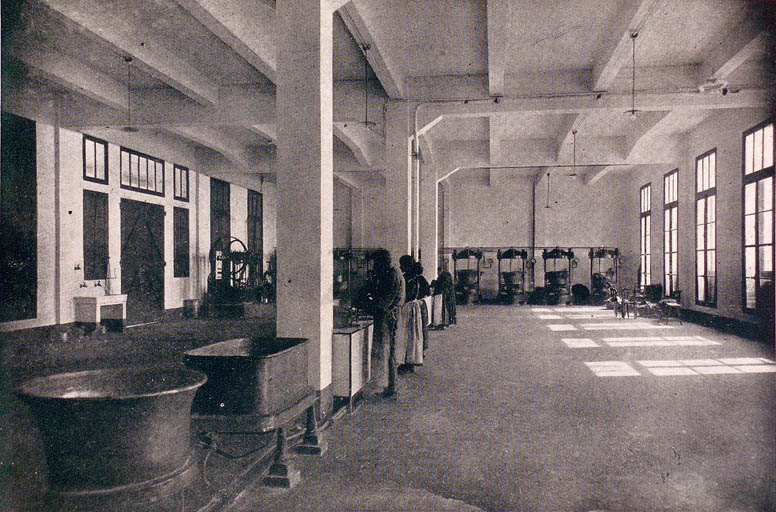
Intérieur d'une des salles de l'usine.
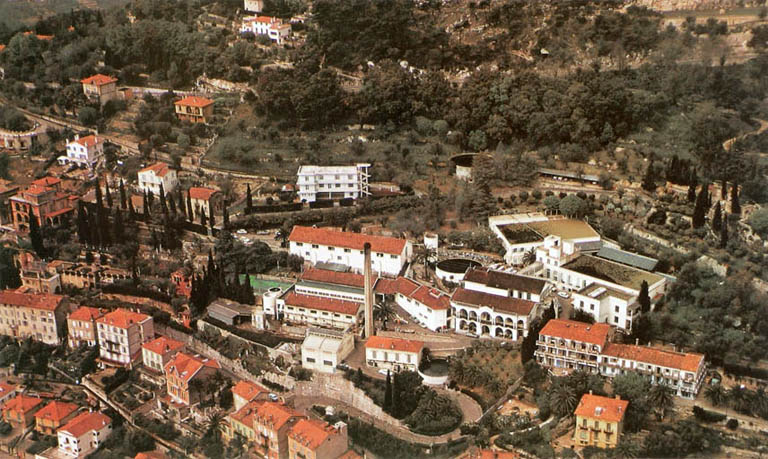
Usine Hugues Ainé (Charabot) vue du ciel.

## En 1996 des automates reproduisent les formules olfactives
En deux siècles, la fabrication des parfums à Grasse a profondément évolué. Autrefois, le préparateur composait manuellement les parfums, mais en 1996, chez Charabot, des automates reproduisent les formules olfactives : les principaux composants sont stockés dans des fûts et distribués automatiquement sur commande informatique, ce qui accélère et fiabilise la production. Le stockage automatisé de milliers de matières premières réduit les erreurs et augmente la productivité, permettant aussi de réaffecter le personnel à des tâches de contrôle et d’analyse plus qualifiées.
Historiquement, Charabot a toujours été à la pointe de l’innovation, passant de la distillation traditionnelle à la mécanisation puis à la chimie de synthèse dans les années 1970, ce qui a transformé le métier : les ouvriers agricoles sont devenus des chimistes et ingénieurs. Aujourd’hui, technologie et savoir-faire artisanal coexistent, chaque matière première étant traitée selon sa spécificité. Cette modernisation a nécessité de nombreux investissements en formation, et a fait évoluer les qualifications du personnel, avec plus de techniciens et moins d’ouvriers pour une production doublée.

## Anecdotes
Selon le journal Le Petit Quotidien du 21 janvier 1885 (page ¾), voici ce que l'on peut lire :
"Une curieuse vente : Il s'agit de la corde par laquelle le traitre Bazaine s'est évadé ou est censé s’être évadé de sa prison de l'ile Sainte-Marguerite.
Après le procès qui se déroula devant le tribunal de Grasse à l'occasion de cette évasion, la fameuse corde fut adjugée pour le prix de 400 francs au dernier et plus offrant enchérisseur, M. Hugues ainé, négociant parfumeur à Grasse, qui la déposa soigneusement sans son musée de Malbosc (près de Grasse).
Ajoutons que, dernièrement, un riche Espagnol est venu offrir à M. Hugues pour l'achat de cette relique, une somme considérable qu'il a refusée."

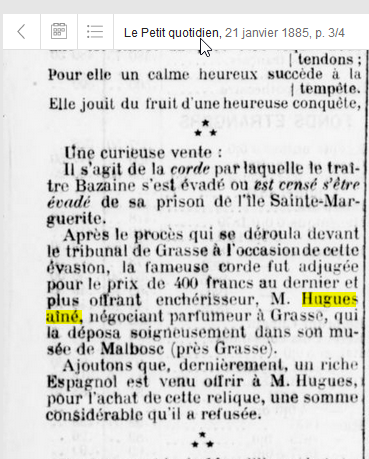
article achat corde Bazaine

Article de Bazaine : François Achille Bazaine

## Journal de pharmacie et de chimie 1901
Un article qui témoigne de l'utilisation du domaine de Malbosc à Grasse pour la fabrication de l'eau de Fleurs d'oranger.

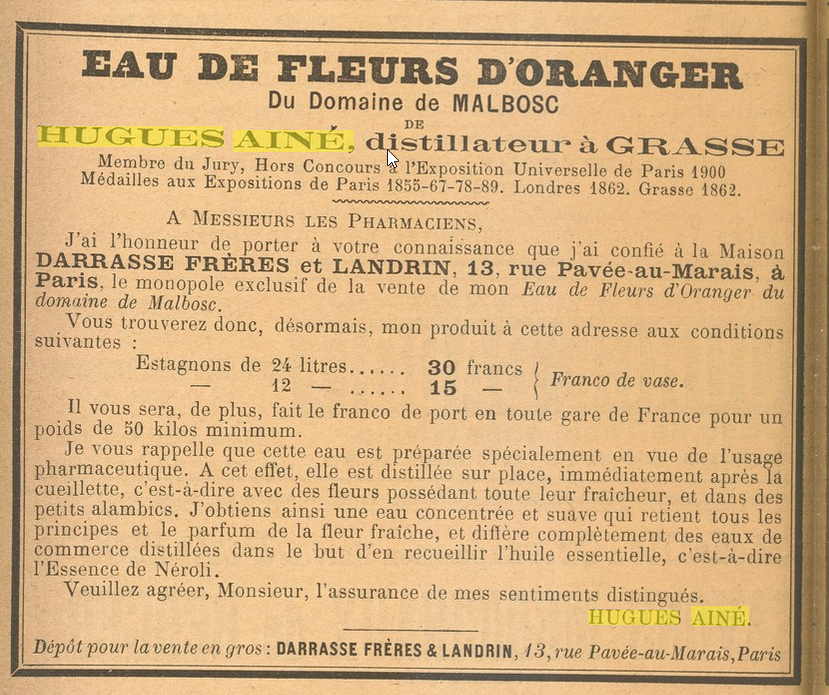
Eau de Fleurs d'oranger Domaine de Malbosc à Grasse

On peut lire dans le journal "Le Messager de l'Exposition : organe des exposants / rédacteur en chef B. Wolowski"  en 1878 concernant le domaine Malbosc de Hugues Aîné : 
"Les quelques plantes exposées, rosiers, jasmins, cassie,menthes,tubéreuses, orangers jonquilles, etc., sont là pour représenter les vastes plantations que M. Hugues aîné possède dans le territoire avoisinant son château de Malbosc. On se rend difficilement compte de la splendeur de ces jardins qui ne comptent pas moins de 150 000 rosiers et d’une foule de ces belles plantes aux parfums sans pareils, sous le beau ciel de Grasse ces plantes soumises à une culture intensive produisent infiniment plus que dans nos climats du Nord. La culture des rosiers et celle des vignes ont valu à M. Hugues en 1876, la prime d’honneur cantonale qui lui a été délivrée par la Société agricole de Cannes et de l’Arrondissement de Grasse. Nous apprenons avec satisfaction que M. Hugues, qui près de ces plantations de rosier, possède près de 30,000 pieds de vigne plantés par lui même, dans la crainte de les voir attaquées par le phyloxera, s’est préoccupé des moyens de combattre le fléau. Le moyen préconisé par lui est le suivant, les sarments provenant de la taille de la vigne, étant préalablement incinérés, on dispose les cendres au pied des ceps. L'humidité du sol dissout les cendres, que les fortes pluies font pénétrer dans le sol où elles détruisent les pucerons ou du moins les préservent d’y pénétrer. Les pluies se produisent surtout en automne, comme il ne faut pas arrêter le vigueur delà végétation du plant, il semble que la méthode la plus rationelle pour appliquer ce procédé consiste à tailler la vigne deux ou trois mois plus tôt, de façon à commencer le traitement en octobre et le continuer jusqu’en décembre."

## Arbre généalogique du fondateur
- Jean Joseph Hugues né en 1779 à Grasse († 1839) marié à Madelaine Comte
  - Henry Hugues né en 1799 à Grasse († 1862) marié à Jeanne Françoise Giraud
    - Jean Joseph Hugues (Hugues ainé) Chevalier de la Couronne d'Italie né en 1830 à Grasse († 1897), qui épouse Marie LIONS en 1853
      - Henri Hugues 1857 († 1920)
      - Anne-Marie Joséphine Hugues née 8 janvier 1859 († 1917) qui épouse Jean-Antoine Ferrand en 1885

    - Anne Hugues née en 1833 († 1918), mariée à Jean Baptiste Sardou Chevalier de Saint-Grégoire (archiviste de Grasse) fils du parfumeur Laurent Sardou de Marseille.
      - Marie-Antoinette Sardou née en 1864 qui épouse Henri-Eloi Ergenschaefter